# ناثانيل بيرنت هام
ناثانيل بيرنت هام (بالإنجليزية: Nathaniel Burnett Ham)‏ هو طبيب أسترالي، ولد في 1865، وتوفي في 1954.